# イワン・マクシモヴィチ・ポドゥブヌイ
イワン・マクシモヴィチ・ポドゥブヌイ（宇: Іва́н Макси́мович Підду́бний）は、ロシアのプロレスラーであり、俳優でもあった。1871年9月26日にポルタヴァに生まれ、1949年8月8日にエイスクで歿した。彼は19世紀末から20世紀初頭にかけて活躍し、その巨体と力強いプロレス技術で知られていた。ポドゥブヌイは、ロシア帝国やその後のソビエト連邦で人気を博し、特にサーカスやプロレスの興行で成功を収めた。彼はその後俳優としても活動し、映画や演劇で多くの役を演じた。彼の名声と功績は、ロシアとウクライナのスポーツとエンターテインメント業界における重要な一部となっている。

## 脚註